# Сингулярне значення
У математиці, зокрема в функціональному аналізі, сингулярне значення або сингулярне число (с-число) компактного оператора T : X → Y, що діє між Гільбертовими просторами X і Y, це квадратні корені додатних власних значень самоспряженого оператора T*T  (де T* позначає спряжений оператору T).
Сингулярні значення це невід'ємні дійсні числа, зазвичай перелічувані у спадному порядку (s1(T), s2(T), …).  Найбільше сингулярне значення s1(T) рівне нормі оператора T (див. Теорема Куранта — Фішера).

Візуалізація SVD двовимірної, дійсної матриці зсуву M. Спершу, ми бачимо блакитний одиничний диск з двома векторами стандартного базису. Потім ми бачимо дію M, яка перетворює диск на еліпс. SVD розкладає M на три простих перетворення: початковий поворот V^{*}, масштабування Σ уздовж осі координат і кінцевий поворот U. Σ це діагональна матриця, діагональ якої складається із сингулярних значень матриці M, які представляють довжини σ_{1} і σ_{2} півосей еліпса.

У разі, якщо T діє на евклідовому просторі Rn, існує просте геометричне тлумачення сингулярних значень: Розгляньмо область значень T, якщо її область визначення це одинична сфера; це буде еліпсоїд, а довжини його півосей це сингулярні значення T (на рисунку наведено приклад в R2).
Сингулярні значення це абсолютні значення власних значень нормальної матриці A, бо можна використати спектральну теорему, щоб отримати унітарну діагоналізацію A як A = UΛU*. Отже, {\displaystyle {\sqrt {A^{*}A}}={\sqrt {U\Lambda ^{2}U^{*}}}=U\ |\Lambda |\ U^{*}}.
Більшість норм операторів на Гільбертових просторах, що ми їх вивчаємо, означені за допомогою с-чисел. Наприклад, k-норма це сума перших k сингулярних значень, слідова норма це сума всіх сингулярних значень, також існує норма обчислювана як p-й корінь суми p-х степенів сингулярних значень. Зауважте, що кожна норма має місце лише на певному класі операторів, тому с-числа корисні для класифікації операторів.
У скінченновимірному випадку, матрицю завжди можна розкласти у вигляді  UΣV*, де U і V* унітарні, а Σ це діагональна матриця із сингулярними значеннями на діагоналі. Це сингулярний розклад матриці.

## Базові властивості
Для {\displaystyle A\in \mathbb {C} ^{m\times n}} і {\displaystyle i=1,2,\ldots ,\min\{m,n\}}.
Теорема Куранта — Фишера для сингулярних значень. Тут {\displaystyle U:\dim(U)=i} це підпростір {\displaystyle \mathbb {C} ^{n}} вимірності {\displaystyle i}.
{\displaystyle {\begin{aligned}\sigma _{i}(A)&=\min _{\dim(U)=n-i+1}\max _{\underset {\|x\|_{2}=1}{x\in U}}\left\|Ax\right\|_{2}.\\\sigma _{i}(A)&=\max _{\dim(U)=i}\min _{\underset {\|x\|_{2}=1}{x\in U}}\left\|Ax\right\|_{2}.\end{aligned}}}
Траспонування матриці як і спряження не змінюють сингулярних значень.
{\displaystyle \sigma _{i}(A)=\sigma _{i}\left(A^{\textsf {T}}\right)=\sigma _{i}\left(A^{*}\right)=\sigma _{i}\left({\bar {A}}\right).}
Для будь-яких унітарних {\displaystyle U\in \mathbb {C} ^{m\times m},V\in \mathbb {C} ^{n\times n}.}
{\displaystyle \sigma _{i}(A)=\sigma _{i}(UAV).}
Зв'язок з власними значеннями:
{\displaystyle \sigma _{i}^{2}(A)=\lambda _{i}\left(AA^{*}\right)=\lambda _{i}\left(A^{*}A\right).}